# Emír
Az emír vagy amír (arabul: أمير ‘amīr, „helytartó”, „parancsnok”) egy arab eredetű méltóságnév. Alapvetően az Arab Birodalom központilag kinevezett kormányzóit nevezték így, később azonban a helytartók önállósultak, hatalmuk pedig örökletessé vált, így az emír afféle uralkodói címmé vált számos, iszlám által uralt területen.
Az emirátus avagy emírség egy olyan politikai terület, amelynek vezetője az emír megnevezésű dinasztikus muszlim uralkodó.

## A szó használata
Az emír által vezetett ország formájának megnevezése emírség vagy latinosan emirátus. Ezek között vannak szuverén államok, mint például Kuvait, Katar, és vannak olyanok, melyek egy ország alkotmányos részei. Ilyenek az Egyesült Arab Emírségek.

## A szó eredete
Etimológiailag az  emirátus vagy amirátus (arabul: إمارة, imára ; többesszáma: إمارات, imarát) bármely emír, azaz herceg, uralkodó stb.  minőségének, hivatalának vagy területhez való jogosultságának jelzője. 
A szó egy másik jelentése herceg, azaz az uralkodóház férfi tagja. A címet így először a Maldív-szigeteken használták az anyanyelvi megfelelő (Manippulu) mellett. Néhány országban ezt a címet trónörökösi értelemben használják. Erre példa II. Abdullah jordán király, Jordánia királya, ki Huszejn uralkodásának idején az Abdulláh emír elnevezést viselte.

## Monarchiák
Az  Egyesült Arab Emírségek hét emirátus szövetségéből álló állam, melyek mindegyikét örökösödési alapon egy emír vezeti. A hét szövetségi emirátus választói kollégiumot alkot, így együtt nevezik ki az államszövetség (föderáció) elnökét és miniszterelnökét. Mára nagyon kevés valódi emirátus maradt fenn, mivel a legtöbb ilyen állam vagy megszűnt, vagy egy nagyobb, modern államba tagozódott, vagy megváltoztatta az uralkodó címét, például malikra (arabul: király) vagy szultánra.

## Tartományok
Ezenkívül az arab nyelvben az emirátus minden olyan terület megnevezésére szolgál, melyet az uralkodóház valamelyik tagja irányít, elsősorban valaki a királyi családból, ahogyan például Szaúd-Arábia tartományaiban.

## Független emirátusok
- Kuvait
- Katar
- Egyesült Arab Emírségek

## Korábbi egyesült emírségek
- Örmény Emírség
- Szicíliai Emirátus: Szicília 965-től 1072-ig.
- Granadai Emírség: Spanyolország 1228-tól 1492-ig.
- Kaukázusi Emírség.
- Trarzai Emirátus: A mai délnyugat Mauritánia területén 1640-től 1910-ig.
- Afganisztán Iszlám Emirátusa.
- Vazirisztán Iszlám Emirátusa.
- Az Zubayr.
- Bahrein: 2002-ben királyság lett.

## Fordítás
- Ez a szócikk részben vagy egészben  az   Emirate című angol Wikipédia-szócikk ezen változatának fordításán alapul.  Az eredeti cikk szerkesztőit annak laptörténete sorolja fel. Ez a jelzés csupán a megfogalmazás eredetét és a szerzői jogokat jelzi, nem szolgál a cikkben szereplő információk forrásmegjelöléseként.